# Barbacenia sessiliflora
Barbacenia sessiliflora är en enhjärtbladig växtart som beskrevs av Lyman Bradford Smith. Barbacenia sessiliflora ingår i släktet Barbacenia och familjen Velloziaceae. Inga underarter finns listade.